# M1097 Avenger

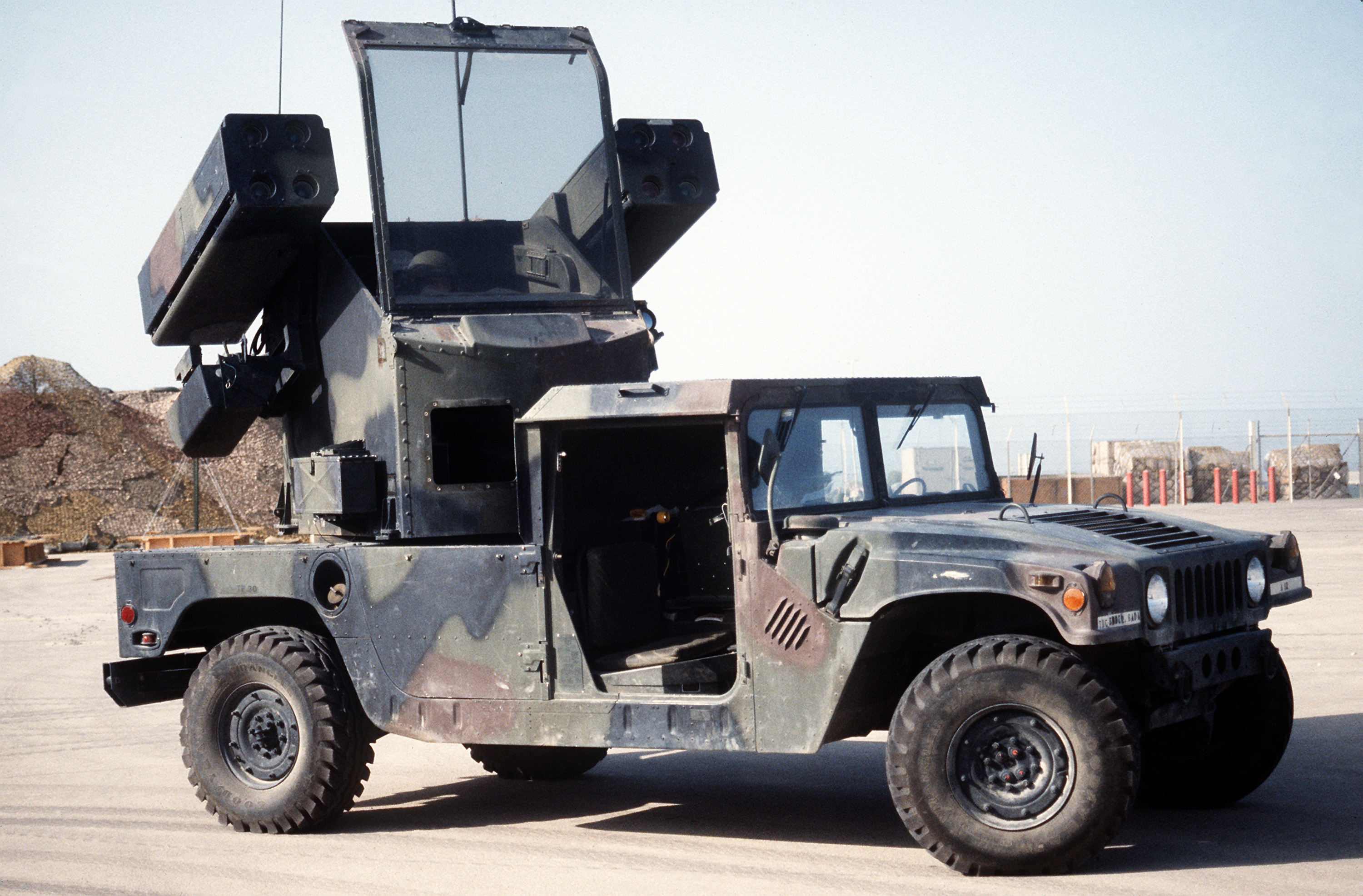
Sistema antiaéreo M1097 Avenger.

El M1097 Avenger (llamado también AN/TWQ-1 Avenger) es un sistema de misiles tierra-aire de corto alcance usado por el ejército de los Estados Unidos y el cuerpo de Marines de los Estados Unidos, diseñado para disparar el misil FIM-92 Stinger y proporcionar protección móvil contra misiles de crucero, vehículos aéreos no tripulados, helicópteros y aviones que vuelan a menos de 3.800 metros de altura y a una distancia de 5.500 metros.
Sistemas antiaéreos M1097 fueron colocados alrededor de El Pentágono durante los atentados del 11 de septiembre de 2001. El M1097 Avenger ha reemplazado el M163 VADS.

## Descripción
Este sistema antiaéreo está montado en un Humvee y está equipado con una torreta acorazada armada con 8 misiles de guiado infrarrojo FIM-92 Stinger  listos para disparar en sucesión rápida. El sistema Avenger se puede comunicar con algún otro vehículo que pueda servir como radar delantero para avisar sobre algún avión que se acerque.

## Sensores
- Forward Looking Infrared Receiver (FLIR)
- Telémetro de láser
- Vista óptica

## Armamento
- 8 misiles FIM-92 Stinger
- Una ametralladora M3P que es una modificación de la ametralladora Browning Calibre .50 con 200 cartuchos que se puede disparar electrónicamente por el conductor del vehículo o desde la torreta.

## Operadores
- Baréin
- Egipto
- Chile
- Grecia
- Lituania en 2007
- Filipinas
- República de China
- Estados Unidos
- Ucrania